# Shigemi Ishii
Shigemi Ishii, född 7 juli 1951 i Japan, är en japansk tidigare fotbollsspelare.